# غراند بورغ (مدينة)
غراند بورغ (بالإسبانية: Grand Bourg)‏ هي منطقة سكنية تقع في الأرجنتين في Malvinas Argentinas Partido. يقدر عدد سكانها بـ 85,189 نسمة وترتفع عن سطح البحر 18 متر.